# Churches Uniting in Christ
Churches Uniting in Christ (CUIC) ist eine Kirchengemeinschaft, die zehn Kirchen in den Vereinigten Staaten umfasst. Die Organisation wurde am 20. Januar 2002 in Memphis, Tennessee auf dem Balkon des Lorraine Motels gegründet. Die CUIC ist die Nachfolgegemeinschaft der Consultation on Church Union (COCU), die 1962 gegründet wurde. 
Die Churches Uniting in Christ ist keine Kirchenunion der Mitgliedskirchen, sondern eine Kirchengemeinschaft, deren Mitglieder ihre eigene Identität bewahren, sich aber gegenseitig als Teil der wahren Kirche ansehen und ihre Sakramente (Taufe, Abendmahl) gegenseitig anerkennen. Die CUIC sind mit ihrem Anspruch einer moderaten Theologie zwischen der liberalen Theologie und der evangelikalen Theologie einzuordnen. Die Mitgliedskirchen der Churches Uniting in Christ gehören alle zu den Mainline Churches in den Vereinigten Staaten. Frauenordination ist in allen Mitgliedskirchen der CUIC möglich.

## Geschichte
Die Churches Uniting in Christ ist die Nachfolgeorganisation der 1962 gegründeten Consultation on Church Union, deren ursprüngliche Aufgabe es war, eine Vereinigung der damaligen zehn Mitglieder vorzubereiten. Die überwältigende Mehrheit der Mitglieder lehnte jedoch 1969 eine Vereinigung der Kirchen ab. Nach dem Fehlschlag der Vereinigung der Mitgliedskirchen wurde die Abendmahlsgemeinschaft das Ziel. 
1991 war in Vorarbeiten der Consultation on Church Union vorgesehen, dass sich dies an der traditionellen Vorstellung von Bischof, Presbyter und Diakon erfolgen sollte. Wegen unterschiedlichem Amtsverständnis gingen sowohl die Presbyterian Church, die United Church of Christ als auch die Episcopal Church nicht auf die gegenseitige Anerkennung der Ämter ein.
Aufgrund der umstrittenen Lage einigten sich dann die Mitgliedskirchen, die Anerkennung des gemeinschaftlichen Abendmahls losgelöst von der Ämterfrage zu klären. Dieser modifizierte Vorschlag in der Organisation fand die Unterstützung der Mitgliedskirchen.
Die Mitgliedskirchen der CUIC arbeiten in Richtung einer vollständigeren Union, die die Überwindung des Rassismus und eine gegenseitige Anerkennung der Ämter umfassen würde. Solch eine Anerkennung der Ämter gibt es derzeit aufgrund des unterschiedlichen Amtsverständnisses der Mitgliedskirchen nicht. Von 2002 bis 2006 arbeitete CUIC an einem Dokument mit dem Titel "Gegenseitige Anerkennung und Gegenseitige Abstimmung der Ministerien" (Mutual Recognition and Mutual Reconciliation of Ministries MRMRM). Trotz eines sorgfältigen Prozess mit viel Dialog wurde das finale Dokument 2006 von den Mitgliedskirchen aus zwei Gründen abgelehnt. Zum einen gab es verschiedene Verständnisse des Episkopats (bischöfliche Aufsicht). Zweitens befürchteten einige Mitglieder, dass CUIC zu eng auf die Anerkennung der Ämter fokussiert und "unsere Verpflichtung an denjenigen Themen wie des systematischen Rassismus', welcher im Herz unseres fortlaufenden und getrennten Lebens als Kirchen hier in den USA fortbestehen, nicht ernst nimmt." Die Bekämpfung des Rassismus ist ein besonderes Anliegen der Churches Uniting in Christ. Die Kirchengemeinschaft umfasst sowohl Kirchen mit mehrheitlich weißen als auch Kirchen mit mehrheitlich schwarzen Kirchenmitgliedern. 
2007 hatten sich die African Methodist Episcopal Church (AME) und die African Methodist Episcopal Zion Church (AME Zion) aus der CUIC zurückgezogen. Der Verband setzte sich nach ihrer Ansicht zu wenig gegen Rassismus ein.
2010 setzte die AME Kirche ihre Beteiligung fort. Rev. Staccato Powell, ein Pastor der AME Zion Kirche predigte in der CUIC-Plenarsitzung von 2011, doch die AME Zion Kirche hat ihre Mitgliedschaft nicht wiederaufgenommen.

## Vollmitglieder
- African Methodist Episcopal Church[3]
- Christian Church (Disciples of Christ)
- Christian Methodist Episcopal Church
- Episcopal Church
- International Council of Community Churches
- Moravian Church Northern Province
- Presbyterian Church (USA)
- United Church of Christ
- United Methodist Church

## Assoziierte Mitglieder
- Evangelisch-Lutherische Kirche in Amerika

## Ehemalige Mitglieder
- African Methodist Episcopal Zion Church